# Сибіга Іван Васильович
Іван Васильович Сибіга (нар. 19 січня 1945, м. Бокиївка Хмельницької області, Україна) — український правник, Генерал-лейтенант юстиції. Заслужений юрист України. Державний радник ІІ класу. Батько українських дипломатів Сибіги Андрія Івановича та Сибіги Ігоря Івановича.

## Життєпис
Народився у 1946 році в селі Бокиївка Волочиського району Хмельницької області. Після проходження служби у лавах Збройних Сил вступив до Львівського національного університету ім. Франка.
Працював слідчим прокуратури, прокурором одного із районів на Тернопільщині, завідувачем адмінвідділу обкому партії, транспортним прокурором Тернопільської області.
З 1998 по 2004 роки — працював прокурором Хмельницької області.
Проживає у м. Києві, працює в Міністерстві юстиції України.